# Valls
Valls é um município da Espanha na província de Tarragona, comunidade autónoma da Catalunha. Tem 55,3 km² de área e em 2021 tinha 24 553 habitantes (densidade: 444 hab./km²). É a capital da comarca de Alt Camp e está geminada com Andorra-a-Velha.

## Demografia
| Variação demográfica do município entre 1991 e 2004 [carece de fontes?] | Variação demográfica do município entre 1991 e 2004 [carece de fontes?] | Variação demográfica do município entre 1991 e 2004 [carece de fontes?] | Variação demográfica do município entre 1991 e 2004 [carece de fontes?] |
| ----------------------------------------------------------------------- | ----------------------------------------------------------------------- | ----------------------------------------------------------------------- | ----------------------------------------------------------------------- |
| 1991                                                                    | 1996                                                                    | 2001                                                                    | 2004                                                                    |
| 20092                                                                   | 20206                                                                   | 20232                                                                   | 22237                                                                   |